# ماريا دولورس مولينا
ماريا دولورس مولينا (بالإسبانية: María Dolores Molina)‏ هي دراجة غواتيمالية، ولدت في 2 أغسطس 1966 في غواتيمالا.

## وصلات خارجية
- ماريا دولورس مولينا على موقع إحصائيات الدراجات الإحترافية (الإنجليزية)
- ماريا دولورس مولينا على موقع نسبة الدراجات (الإنجليزية)
- ماريا دولورس مولينا على موقع أوليمبيديا (الإنجليزية)